# Anolis agueroi
Espèce
Synonymes
- Chamaeleolis agueroi Diaz, Navarro & Garrido, 1998
- Xiphosurus agueroi (Diaz, Navarro & Garrido, 1998)

Anolis agueroi est une espèce de sauriens de la famille des Dactyloidae. 

## Répartition
Cette espèce est endémique de la province de Granma à Cuba. Elle se rencontre dans la Meseta de Cabo Cruz.

## Étymologie
Cette espèce est nommée en l'honneur de José De La Cruz Agüero.

## Publication originale
- Díaz, Navarro & Garrido, 1998 : Nueva especie de Chamaeleolis (Sauria: Iguanidae) de la Meseta de Cabo Cruz, Granma, Cuba. Avicennia, no 8/9, p. 27-34.